# 68. Internationale Sechstagefahrt
Die 68. Internationale Sechstagefahrt war die Mannschaftsweltmeisterschaft im Endurosport und fand vom 11. bis 16. Oktober 1993 im niederländischen Assen sowie der näheren Umgebung stattfand. Die Nationalmannschaft Polens konnte zum ersten Mal die World Trophy gewinnen. Die Nationalmannschaft des Gastgebers Niederlande gewann zum ersten Mal die Junior World Trophy.

## Wettkampf

### Organisation
Die Veranstaltung fand zum zweiten Mal in Assen statt, nachdem bereits die 59. Internationale Sechstagefahrt (1984) hier ausgetragen wurde.
Für den Wettkampf waren 494 Fahrer von 23 Motorsportverbänden der FIM gemeldet.
Um die World und Junior World Trophy fuhren Mannschaften aus 19 bzw. zwölf Nationen. Zudem waren 29 Fabrik- und 82 Club-Mannschaften am Start.
Deutschland nahm an der World und Junior World Trophy sowie mit fünf Clubmannschaften teil. Die Schweiz und Österreich nahmen an der World Trophy teil, zudem waren zwei Schweizer Clubmannschaften am Start.

### 1. Tag
Von den 494 gemeldeten Fahrern nahmen 483 den Wettkampf auf.
Von Beginn an war die Veranstaltung durch überwiegend regnerisches Wetter geprägt. Zudem hatte es in diesem Herbst in den Niederlanden außergewöhnlich hohe Niederschlagsmengen gegeben, so dass die Streckenuntergründe sehr stark durchnässt und damit fahrerisch äußerst anspruchsvoll und kräftezehrend waren.
Das äußerte sich  in den Ausfallzahlen: Die geplanten Rundenzeiten zu Grunde gelegt, waren nach der ersten Etappe bereits rund die Hälfte aller Starter durch Aufgabe oder Ausschluss infolge Zeitüberschreitung ausgeschieden. Auf diese außergewöhnlich hohe Zahl reagierte die Jury in einer nächtlichen Sitzung und legte darin fest, dass alle Fahrer, die die 17. Zeitkontrolle passiert hatten, – was rund 290 Kilometern der insgesamt rund 338 Kilometer langen Etappe entsprach – weiter im Wettbewerb bleiben durften. Dadurch erhielten 130 Fahrer eine „zweite Chance“.
In der World Trophy führte die Mannschaft Schwedens vor Frankreich und der Mannschaft Tschechiens. Österreich lag auf Platz 9. In der deutschen Mannschaft schied Johannes Steinel, in der Schweizer Mannschaft Urs Huber aus. Für die Mannschaften bedeutete dies fortan täglich 15000 Punkte: Deutschland lag auf Platz 14, die Schweiz auf dem 16. Platz.
Bei der Junior World Trophy führte die Mannschaft der Niederlande vor Frankreich und der Mannschaft Italiens. Das deutsche Team lag auf dem 7. Platz.

### 2. Tag
In der World Trophy führte die Mannschaft Frankreichs vor Tschechien und der Mannschaft der Niederlande. Im österreichischen Team schied Georg Teufl aus, die Mannschaft fiel damit auf den 12. Platz. Deutschland und die Schweiz folgten auf den Plätzen 13 bzw. 15.
Bei der Junior World Trophy führte weiter die Mannschaft der Niederlande vor Frankreich und der Mannschaft Italiens. Im deutschen Team schied Michael Singler aus, was fortan täglich 15000 Punkte für die Mannschaftswertung bedeutete. Das Team lag nach wie vor auf Platz 7.

### 3. Tag
In der World Trophy führte die Mannschaft der Niederlande vor Finnland und der Mannschaft Frankreichs. Die deutsche und Schweizer Mannschaft lagen auf dem 9 bzw. 11. Platz. In der österreichischen Mannschaft schied mit Rudolf Pöschl der zweite Fahrer aus, für die Mannschaft bedeutete dies Platz 16.
Bei der Junior World Trophy führte die Mannschaft der Niederlande vor Frankreich und der Mannschaft Schwedens. Die deutsche Mannschaft lag nach wie vor auf Platz 7.

### 4. Tag
In der World Trophy führte nach wie vor die Mannschaft der Niederlande vor Finnland und der Mannschaft Polens. Das deutsche Team verbesserte sich auf den 9., die Schweiz auf den 11. Platz. In der österreichischen Mannschaft schied mit Werner Erös der dritte Fahrer aus, die Mannschaft lag nach wie vor auf Platz 16.
Bei der Junior World Trophy führte die Mannschaft der Niederlande vor Frankreich und der Mannschaft Tschechiens. Im deutschen Team schied mit Nico Klaus der zweite Fahrer aus, die Mannschaft rutschte auf den 8. Platz ab.

### 5. Tag
In der World Trophy führte die Mannschaft Polens vor den Niederlanden und der Mannschaft Irlands. Das deutsche Team verbesserte sich auf den 8. Platz, die Schweiz belegte den 11. Platz. Die österreichische Mannschaft belegte den 17. Platz.
Bei der Junior World Trophy führte unverändert die Mannschaft der Niederlande vor Frankreich und der Mannschaft Tschechiens. Die deutsche Mannschaft belegte den 8. Platz.

### 6. Tag
Am letzten Fahrtag wurde das Abschlussrennen als letzte Sonderprüfung durchgeführt.

## Endergebnisse

### World Trophy
| Platz | Team                   | Punkte     |
| ----- | ---------------------- | ---------- |
| 1.    | Polen                  | 33.082,89  |
| 2.    | Irland                 | 40.072,72  |
| 3.    | Niederlande            | 48.743,15  |
| 4.    | Frankreich             | 63.350,57  |
| 5.    | Vereinigtes Königreich | 97.099,62  |
| 6.    | Deutschland            | 102.338,08 |
| 7.    | Schweiz                | 110.741,61 |
| 8.    | Kanada                 | 110.076,32 |
| 9.    | Australien             | 120.172,82 |
| 10.   | Finnland               | 87.313,98  |
| 11.   | Tschechien             | 111.413,83 |
| 12.   | Spanien                | 120.793,60 |
| 13.   | Vereinigte Staaten     | 162.056,06 |
| 14.   | Italien                | 171.093,04 |
| 15.   | Portugal               | 205.412,70 |
| 16.   | Belgien                | 193.241,12 |
| 17.   | Österreich             | 212.120,24 |
| 18.   | Ungarn                 | 275.623,85 |
| 19.   | Schweden               | 244.863,62 |

### Junior World Trophy
| Platz | Team                   | Punkte     |
| ----- | ---------------------- | ---------- |
| 1.    | Niederlande            | 4.575,15   |
| 2.    | Frankreich             | 5.656,10   |
| 3.    | Tschechien             | 12.620,45  |
| 4.    | Spanien                | 14.820,52  |
| 5.    | Schweden               | 50.008,92  |
| 6.    | Italien                | 65.478,75  |
| 7.    | Kanada                 | 101.008,30 |
| 8.    | Deutschland            | 137,281,16 |
| 9.    | Portugal               | 165.007,99 |
| 10.   | Vereinigtes Königreich | 222.956,90 |
| 11.   | Vereinigte Staaten     | 236.293,33 |
| 12.   | Finnland               | 273.922,45 |

### Club-Mannschaften
| Platz                      | Team                 | Punkte     |
| -------------------------- | -------------------- | ---------- |
| 1.                         | KOVO S&P A           | 8.164,96   |
| 2.                         | Club France 2        | 8.833,60   |
| 3.                         | Torenteller 1        | 11.747,36  |
| 4.                         | De Nop 1             | 15.600,11  |
| 5.                         | Wales Team A         | 19.545,31  |
| 6.                         | Vall. Enduro / ORC A | 21.690,48  |
| 7.                         | SMI MK               | 23.675,00  |
| 8.                         | Motorclub Son        | 23.998,06  |
| 9.                         | M.A.C Veenendaal 1   | 30.345,81  |
| 10.                        | North Berks M.C.C.   | 33.089,87  |
| 000{\displaystyle \vdots } |                      |            |
| 12.                        | Gelände Team Schweiz | 35.907,25  |
| 000{\displaystyle \vdots } |                      |            |
| 14.                        | ADAC Dortmund        | 41.523,36  |
| 000{\displaystyle \vdots } |                      |            |
| 19.                        | ADAC Köln            | 69.420,19  |
| 000{\displaystyle \vdots } |                      |            |
| 23.                        | ADAC Karlsruhe       | 83.949,31  |
| 000{\displaystyle \vdots } |                      |            |
| 28.                        | ADAC Frankfurt       | 97.778,39  |
| 000{\displaystyle \vdots } |                      |            |
| 33.                        | ADAC Nürnberg        | 103.064,09 |
| 000{\displaystyle \vdots } |                      |            |
| 53.                        | FMS - Suisse         | 150.812,63 |

### Fabrik-Mannschaften
| Platz | Team                 | Punkte     |
| ----- | -------------------- | ---------- |
| 1.    | CTI Kawasaki 1       | 325,35     |
| 2.    | Husqvarna Lucky 2    | 2.012,51   |
| 3.    | GasGas               | 12.365,88  |
| 4.    | Husaberg 1           | 16.945,07  |
| 5.    | KTM Spain 1          | 17.830,07  |
| 6.    | Husaberg P. Brillen  | 23.725,58  |
| 7.    | Husqvarna Canada     | 33.189,49  |
| 8.    | Husqvarna Lucky 1    | 30.262,77  |
| 9.    | CTI Kawasaki 2       | 48.375,99  |
| 10.   | Husaberg 6           | 57.930,27  |
| 11.   | Suzuki USA           | 69.610,00  |
| 12.   | KTM Austria          | 74.108,46  |
| 13.   | KTM Farioa Italy     | 80.024,95  |
| 14.   | Husqvarna Ben V. Erp | 81.943,59  |
| 15.   | Husaberg Canada      | 91.964,02  |
| 16.   | KTM Australia        | 95.866,87  |
| 17.   | KTM NL               | 97.266,42  |
| 18.   | KTM                  | 98.275,00  |
| 19.   | Husqvarna 1 AMEV JT  | 103.644,94 |
| 20.   | KTM - Suisse         | 108.064,48 |
| 21.   | KTM Spain 2          | 102.963,53 |
| 22.   | Husaberg 4           | 108.911,58 |
| 23.   | Husqvarna            | 154.025,42 |
| 24.   | Husqvarna 3 AMEV JT  | 157.711,56 |
| 25.   | Husqvarna West       | 169.566,40 |
| 26.   | Husqvarna 2 AMEV JT  | 180.333,34 |
| 27.   | Husaberg 3           | 180.657,82 |
| 28.   | KTM / Putoline       | 189.734,91 |
| 29.   | Husqvarna 4 AMEV JT  | 270.000,00 |

## Teilnehmer
| Staat                  | World Trophy Team | Junior World Trophy Team | Club-Teams |
| ---------------------- | --- | --- | --- |
| Australien             | Anthony Vickers (KTM 125) Craig Hage (Husqvarna 250) Peter Carney (KTM 250) Shane Watts (KTM 250) David Cocking (KTM 500) David Holt (Husqvarna 1300)                                          | | Ma Victoria |
| Belgien                | Pascal Koob (TM 80) Thierry Godfroid (Kawasaki 125) Jean Pierre Fraikin (KTM 125) Eric Lejeune (Husaberg 350) Michel Vandommele (Husqvarna 350) Joel Smets (Husaberg 1300)                     | | |
| Deutschland            | Kai-Armin Pfefferle (Suzuki 500) Jörn Wagner (KTM 500) Bert von Zitzewitz (KTM 1300) Dirk von Zitzewitz (KTM 250) Johannes Steinel (KTM 125) Thomas Börsch (KTM 250)                           | Nico Klaus (Husqvarna 125) Patrick Hess (KTM 125) Dieter Weigl (KTM 125) Michael Singler (KTM 500)                             | ADAC Dortmund ADAC Frankfurt ADAC Karlsruhe ADAC Köln ADAC Nürnberg |
| Finnland               | Mika Ahola (Husqvarna 125) Jani Laaksonen (Honda 250) Esa Vento (Husqvarna 350 4T) Jouni Sauren (KTM 500) Peter Weckman (Yamaha 500) Kari Tiainen (Husqvarna 1300)                             | Tuomas Ahonen (Husqvarna 125) Sami Kainulainen (KTM 125) Mika Marila (Husqvarna 125) Teemu Kinnari (Husqvarna 250)             | Helsingin Moottorikerho Salpausselän Moottorikerho |
| Frankreich             | Stéphane Peterhansel (Yamaha 250) Laurent Charbonnel (Kawasaki 250) Alain Olivier (Kawasaki 250) Christian Boulet (Kawasaki 350) Cyril Esquirol (Husqvarna 500) Laurent Pidoux (Husaberg 1300) | Dominique Costes (Yamaha 125) David Castera (Yamaha 250) Richard Sainct (Yamaha 250) Fabien Rolland (Yamaha 250)               | Club France 1 Club France 2 MC Uzerchois |
| Irland                 | David Doherty (Kawasaki 125) James Earny (Kawasaki 250) Stanley Callaghan (Kawasaki 250) Paul McGuire (Yamaha 250) Brian Stewart (Husqvarna 350) Ian Buchanan (Suzuki 500)                     | | Chorley MCC |
| Italien                | Stefano Passeri (Aprilia 125) Giorgio Grasso (Kawasaki 250) Tullio Pellegrinelli (Husqvarna 250) Paolo Fellegara (Yamaha 250) Giovanni Sala (KTM 500) Fabio Farioli (KTM 1300)                 | Maurizio Carminati (KTM 125) Vincenzo Lombardo (TM 125) Fabio Benzoni (Kawasaki 250) Denis Pregnolato (KTM 500)                | Italia A MC Bergamo MC Crema |
| Kanada                 | Craig Kennedy (Yamaha 250) Blair Sharpless (Suzuki 250) Dale Walsh (Husaberg 350) Darrell Fennell (Husqvarna 500) Tim McIntosh (KTM 500) Shaun Doddington (Husaberg 1300)                      | Lionel Kabatoff (Husqvarna 250) Adam Galbraith (Husqvarna 250) Jonathan Galbraith (Husqvarna 250) Scott Kershaw (Husaberg 350) | Halton Off Road Riders |
| Niederlande            | Henk Knuiman (Kawasaki 125) Jan van Oorschot (Kawasaki 250) Toine van Dijk (Suzuki 250) Corné van Oorschot (Kawasaki 350) Gerard Jimmink (Kawasaki 500) Simon Schram (Husaberg 1300)           | Patrick Isfordink (Honda 125) Peter Lenselink (Kawasaki 250) Hans Arends (Honda 250) Erik Davids (Husqvarna 1300)              | BAMC Borculo Team Oost BAMC Borculo Team West d`olde Lantschap Rijders 1 d`olde Lantschap Rijders 2 De Graafschap Rijders 1 De Graafschap Rijders 2 De Nop 1 De Nop 2 F.M.S.K. 1 F.M.S.K. 2 F.M.S.K. 3 KNMV Claub Team 1 MAC Veenendaal 1 MAC Veenendaal 2 MAC Veenendaal 3 MC Son Nijverdal Hellendoorn 1 Nijverdal Hellendoorn 2 Nijverdal Hellendoorn 3 Nijverdal Hellendoorn 4 TCD Doetinchem Torenteller 1 Torenteller 2 Torenteller 3 Torenteller 4 Torenteller 5 Torenteller 6 |
| Österreich             | Werner Erös (KTM 250) Martin Weichenberger (KTM 350 4T) Rudolf Pöschl (KTM 500) Gebhard Puntigam (KTM 500) Karl Bair (KTM 500) Georg Teufl (KTM 1300)                                          | | |
| Polen                  | Marek Dąbrowski (TM 80) Maciej Wrobel (TM 80) Wiktor Iwanski (TM 80) Wojciech Rencz (TM 125) Andrzej Tomiczek (Husqvarna 250) Ryszard Augustyn (Husqvarna 500)                                 | | |
| Portugal               | Miguel Farrajota (TM 125) Paolo Marques (Honda 250) Jorge Silva (Suzuki 250) Filipe Filipe (Honda 250) Mario Bras (Suzuki 350) Rosa Joao (Honda 500)                                           | Bianchi Prata (TM 125) Pedro Rodrigues (TM 125) Armindo Neves (Kawasaki 250) Pedro Mariano (Suzuki 350)                        | |
| Slowakei               | | | Slovakia Enduro Team |
| Spanien                | Pedro Perez Caballer (KTM 125) Albert Guerrero Sold (KTM 250) Jaume Colom Estrada (KTM 250) Ferran Serarols Torra (KTM 500) Oscar Gallardo Plaza (KTM 500) Alex Llobet garcia (KTM 1300)       | Marc Puigdemont (GasGas 80) Xavier Puigdemont (GasGas 80) Isidre Esteve (GasGas 80) Josep Rovira (GasGas 125)                  | MC Sitges |
| Schweden               | Jeff Nilsson (KTM 125) Peter Hansson (Yamaha 250) Svenerik Jönsson (Husqvarna 350 4T) Anders Eriksson (Husaberg 350 4T) Kent Karlsson (Husaberg 350 4T) Bill Anderson (KTM 1300)               | Peter Jansson (Suzuki 250) Jonas Bark (Kawasaki 250) Tommy Franzen (Yamaha 250) Björne Carlsson (Husaberg 350 4T)              | Gota MS Skeene Motorsallskap SMI MK SMK Dala Västeras MK |
| Schweiz                | Christoph Attiger (KTM 250) Dany Wirz (Husqvarna 350) Heinz Freidig (KTM 350) Peter Hager (KTM 500) Niklaus Eberhard (Husqvarna 1300) Urs Huber (KTM 1300)                                     | | FMS Suisse Gelände Team Schweiz |
| Tschechien             | Lubomir Vojkuvka (TM 125) Zdenek Gottvald (Suzuki 250) Frantisek Hrobsky (Suzuki 250) Otokar Kotrba (Husqvarna 350) Dusan Kotrla (Kawasaki 500) Jaroslav Katrinak (Husaberg 1300)              | Roman Michalík (TM 80) Martin Gottvald (Suzuki 125) Richard Cila (Husqvarna 500) Vaclav Fojtik (Husqvarna 500)                 | Enduro Brno Enduro JAWA Tynec Kovo S&P A Kovo S&P B VTJ Benesov Army Team West Team MotoMan |
| Ungarn                 | Peter Korponai (KTM 125) Zsolt Pecsenka (Kawasaki 125) Lajos Csösz (Suzuki 250) Balasz Szerdahelyi (KTM 250) György Kerekes (Husqvarna 350) Attila Nador (KTM 1300)                            | | |
| Vereinigtes Königreich | Michael Extance (TM 80) Paul Edmondson (Husqvarna 125) Chris Koch (Suzuki 250) Chris Bird (Husqvarna 250) Rob Sartin (Yamaha 250) John Deacon (KTM 350)                                        | Simon Evans (TM 125) Derek Little (Yamaha 125) Lee Beresford (Yamaha 250) Joel Mitson (KTM 250)                                | Broadhembury MC Camel Vale MCC Diss MCC Ltd Manchester 17 North Berks MCC Scottish ACU The Army MCA Team A The Army MCA Team B Wales Team A Wales Team B |
| Vereinigte Staaten     | Randy Hawkins (Suzuki 125) Fred Hoess (Husaberg 125) Steve Hatch (Suzuki 250) Rodney Smith (Suzuki 250) David Rhodes (Suzuki 350 4T) Ty Davis (Kawasaki 500)                                   | Pat Garrahan (Honda 125) Chris Smith (Suzuki 250) Josh Whitaker (KTM 250) Scott McLaughlin (Honda 250)                         | Appalach Dirt Riders Daytona Dirt Riders Gasoline Cowboys Idaho Ridge Riders Merced Dirt Riders New England Trail Riders Salt Fork Dirt Riders Trask Mountain M/C Tulsa Trail Raiders Tyne Vally Bike Sport Vall. Enduro/ORC A |